# Östfutuna
Östfutuna (eget namn fakafutuna), eller bara futuna, är ett polynesiskt språk som talas ursprungligen i Futuna, på Wallis- och Futunaöarna. Språket anses vara stabil och dess närmaste släktspråk är bl.a. anuta och walliska.
Antal talare är cirka 4700 på Futuna plus ytterligare 5000 talare i Nya Kaledonien. Språket har spridit till Nya Kaledonien, och också andra franska territorier på Stilla havet, genom migrationen. De som talar östfutuna, använder språket i sitt dagligt liv. Franska språket är dock primära utbildningsspråk och används som kontaktspråk mellan östfutunas talare och andra. RFO-radio har en daglig 15 minuter lång nyhetsprogram på östfutuna.
Östfutuna skrivs med latinska alfabetet. Den första fullständiga bibelöversättningen till östfutuna blev färdig år 2000.

## Fonologi

### Konsonanter
|          | Labial | Alveolar | Velar | Glottal |
| -------- | ------ | -------- | ----- | ------- |
| Nasal    | m      | n        | ŋ     |         |
| Klusil   | p      | t        | k     | ʔ       |
| Frikativ | f \| v | s        |       |         |
| Lateral  |        | l        |       |         |

Källa:

### Vokaler
|              | Främre | Central | Bakre |
| ------------ | ------ | ------- | ----- |
| Sluten       | i      |         | u     |
| Mellansluten | e      |         | o     |
| Öppen        |        | a       |       |

Källa: